# 西中山町
西中山町（にしなかやまちょう）は、愛知県豊田市の町名。36の小字が存在する。

## 地理
豊田市北西部、藤岡地区の南端に位置し、東は西広瀬町・亀首町、西は猿投町・加納町・舞木町、南は亀首町・御船町、北は深見町に接する。

### 河川
- 御船川
- 西中山川

### 池沼
- 大池

### 小字
- 新井（あらい）
- 荒子（あらこ）
- 稲場（いなば）
- 牛田（うしだ）
- 後田（うしろだ）
- 榎前（えのきまえ）
- 大木原（おおきはら）
- 太田（おおた）
- 崩ケ崎（くずれがさき）
- 蔵屋敷（くらやしき）
- 才ケ洞（さいがぼら）
- 猿田（さるた）
- 清水口（しみずぐち）
- 下山田（しもやまだ）
- 十七屋（じゅうしちや）
- 上落（じょうらく）
- 新左屋敷（しんざやしき）
- 清田（せいだ）
- 辻貝戸（つじがいと）
- 道貝（どうかい）
- 中清田（なかせいだ）
- 長根（ながね）
- 中ノ坪（なかのつぼ）
- 西宮前（にしみやまえ）
- 茨廻（ばらばさま）
- 東宮前（ひがしみやまえ）
- 広クテ（ひろくて）
- 別所（べっそ）
- 又吉洞（またきちぼら）
- 丸根（まるね）
- 神子塚（みこづか）
- 三ツ田（みつだ）
- 向イ原（むかいばら）
- 椋木（むくのき）
- 山桑（やまくわ）
- 山ノ田（やまのた）

## 世帯数と人口
2024年（令和6年）4月1日現在の世帯数と人口は以下の通りである。
| 町丁     | 世帯数    | 人口    |
| -------- | --------- | ------- |
| 西中山町 | 3,342世帯 | 8,653人 |

## 学区
市立小・中学校に通う場合、学区は以下の通りとなる。
| 番・番地等 | 小学校             | 中学校               | 高等学校普通科 |
| ---------- | ------------------ | -------------------- | -------------- |
| 全域       | 豊田市立中山小学校 | 豊田市立藤岡南中学校 | 三河学区       |

## 歴史
加茂郡（西加茂郡）西中山村を前身とする。江戸期は中山村であった。

### 沿革
- 1872年（明治5年） - 中山村が西中山村に改称[5]。
- 1889年（明治22年）10月1日 - 町村制施行・合併に伴い、西加茂郡藤河村大字西中山となる[5]。
- 1906年（明治39年）4月1日 - 合併に伴い、藤岡村大字西中山となる[5]。
- 1978年（昭和53年）4月1日 - 町制施行に伴い、藤岡町大字西中山となる[5]。
- 2005年（平成17年）4月1日 - 豊田市へ編入し、同市西中山町となる。

## 施設
- 愛知県緑化センター
  - 昭和の森
- 豊田市立中山小学校
- 豊田市立藤岡南中学校
- 豊田市立中山こども園
- 中山松元幼稚園
- 矢作産業藤岡工場
- トヨタ紡織藤岡工場
- 藤岡カントリークラブ
- フェルナ西中山店
- メグリア藤岡店
- ホームセンターバロー藤岡店
- JAあいち豊田西中山支店・グリーンセンター藤岡店
- 藤岡西中山簡易郵便局
- 豊田市生涯学習センター藤岡南交流館
- 西中山自治区区民会館
- 全トヨタ労働組合連合会研修センター つどいの丘
- 瑞雲寺
- 弥栄神社

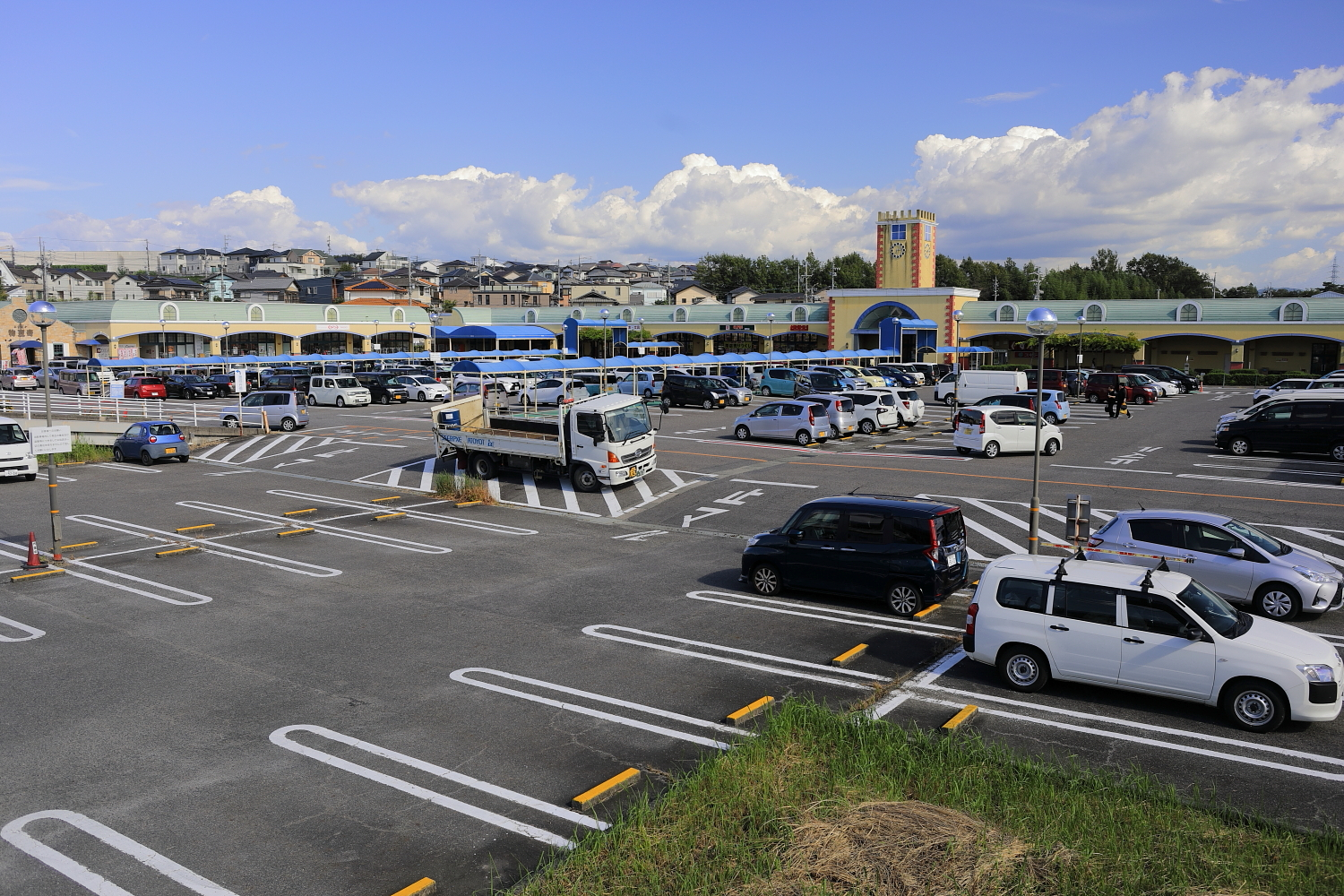
メグリア藤岡店
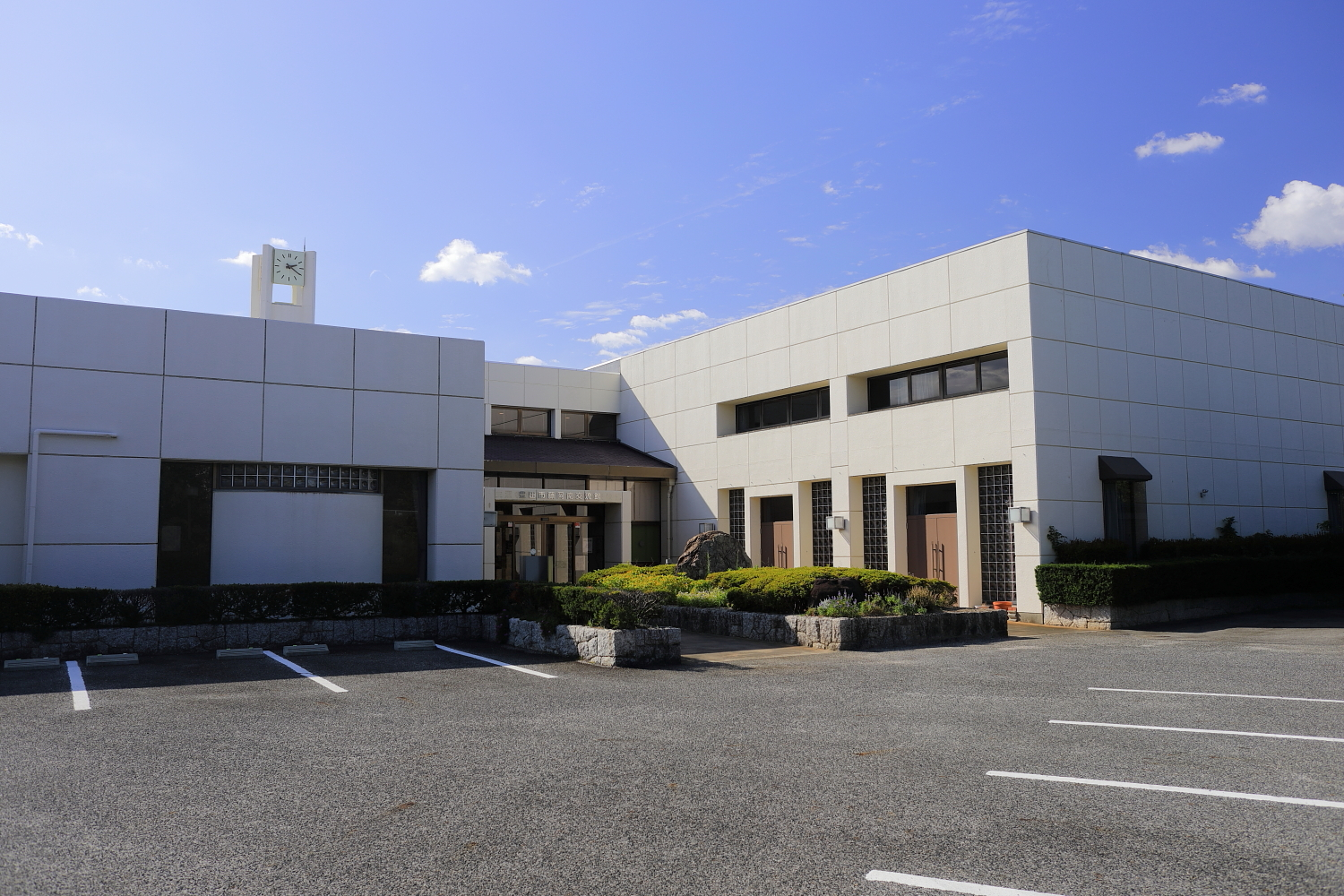
藤岡南交流館

## 交通
- 国道419号
- 愛知県道13号豊田多治見線
- 愛知県道348号西中山越戸停車場線
- 愛知県道349号深見亀首線
- 東海環状自動車道 豊田藤岡IC
- 猿投グリーンロード 中山IC

## その他

### 日本郵便
- 郵便番号 : 470-0431[2]（集配局：藤岡郵便局[6]）。